# Балканабад
Балканабад (туркм. Balkanabat, также Балканабат, ранее — Неби́т-Даг) — город в Туркменистане, административный центр Балканского велаята.
Население — 123 190 жителей (2022). Из них 80 % туркмены, 15 % русские, 3 % казахи, 2 % азербайджанцы, 1 % лезгины, армяне, узбеки, татары, евреи и другие.
В городе ведётся добыча природного газа и нефти.

## География
Балканабад расположен на западе Туркменистана у южного подножия хребта Большой Балкан (высочайшая вершина Большого Балкана гора Арлан — 1880 м) в 400 км к северо-западу от Ашхабада и в 130 км юго-восточнее порта Туркменбашы.

## История
Посёлок был основан в 1933 году на 13-Транскаспийской железной дороге в связи с разработкой нефтяного месторождения. Указом Президиума Верховного Совета Туркменской ССР от 20 декабря 1946 года посёлок городского типа Небит-Даг Ашхабадской области преобразован в город областного подчинения (одновременно ликвидирован Небит-Дагский район, территория которого присоединена к Небит-Дагскому горсовету). Первоначальное название — Нефте-Даг (Нефтедаг), позже — Небит-Даг (Небитдаг, в переводе — «нефтяная гора»). После распада СССР и провозглашения Туркменистаном независимости Небит-Даг стал центром Балканского велаята. С 1999 года — современное название по местному орониму.
С 2000-х годов ведётся благоустройство улиц города, идёт строительство крупных жилищных объектов, квартир с улучшенной планировкой. Продолжается массовое жилищное строительство. В городе были построены здания Государственного драматического театра, велаятского Музея истории и краеведения, диагностического центра, Дворца бракосочетаний, вокзала, областной библиотеки, стадион на 10000 мест, многопрофильный рынок и другие объекты соцкультбыта.

## Население
| 1939 | 1959    | 1970    | 1979    | 1989    | 1995    | 2004     |
| ---- | ------- | ------- | ------- | ------- | ------- | -------- |
| 5920 | ↗32 903 | ↗55 631 | ↗71 284 | ↗86 314 | ↗87 800 | ↗139 000 |

## Спорт
В городе есть две футбольные команды: «Небитчи» и «Гара Алтын».
В городе находится несколько спортивных школ.

## Образование
В городе 1 высшее учебное заведение, 5 учреждений среднего профессионального образования (УСПО) и 24 средние школы.
Вуз:
Международный университет нефти и газа имени Ягшигельды Какаева (Филиал в Балканабаде)
Учреждения СПО:
1. Небит-газ УСПО
2. 5 небит-газ УСПО
3. Медицинское УСПО
4. Музыкальное УСПО
5. Художественное УСПО

Средние школы:
1. Школа № 1 с русским сектором.
2. Школа № 2 имени Махтумкули Фраги
3. Школа № 3 специализированная на иностранных языках
4. Школа № 4, расположенная в поселке Узбой
5. Школа № 5 (бывшая казахская)
6. Школа № 6
7. Школа № 7
8. Школа № 8
9. Школа № 9
10. Школа № 10
11. Школа № 11 с русским сектором
12. Школа № 12 с русским сектором
13. Школа № 13 имени Ханкули Текебаева
14. Школа № 14
15. Школа № 15 с русским сектором
16. Школа № 16
17. Школа № 17
18. Школа № 18
19. Школа № 19
20. Школа № 20
21. Школа № 21 специализированная на естественных науках
22. Школа № 22 специализированная на физике и математике (бывшая туркмено-турецкая)
23. Школа № 23
24. Школа № 24
25. Школа № 25 специализированная на английском языке

## Достопримечательности
- Национальный драматический театр имени Великого Сапармурата Туркменбашы.
- Государственная библиотека Балканского велаята.
- Историко-краеведческий музей Балканского велаята.
- Балканабадский стадион.
- Памятник Махтумкули Фраги.
- Площадь хякимлика города Балканабада.
- Городской парк.
- Флагшток — Государственный флаг Туркменистана.
- Памятник Великому Сапармурату Туркменбаши.
- Вечный огонь — Памятник Ататмурату Ниязову.
- Знак города Балканабада — Верблюд или Первопроходцы.
- Тропа здоровья.
- Храм Рождества Пресвятой Богородицы (1990 год)[19].
- Архитектурно-мемориальный ансамбль «Первопроходцы»
- Тропа здоровья у подножия хребта
- Вблизи города проходили съёмки фильма «Кин-дза-дза» (1985 г.).

## Известные уроженцы
- Рыжкова, Любовь Владимировна (Рыжкова-Гришина) — российский поэт, прозаик, филолог, литературовед, лексикограф, автор более тысячи публикаций, из которых ок. 100 - книги: поэтические, прозаические, словари, монографии, для детей; лауреат научных и литературных премий, к.п.н., проф. Рос. акад. естествознания; живёт в России
- Зилфикаров, Ифрат Назимович — профессор РАН, российский учёный-фармакогност, доктор фармацевтических наук, специалист в области стандартизации лекарственного растительного сырья, разработки лекарственных средств природного происхождения.
- Утеев, Эсен Огланович — казахстанский нефтяник, организатор нефтегазовой отрасли, генеральный директор АО «Озенмунайгаз» (с 2019 года).